# حادثه یا توطئه: گودرا
حادثه یا توطئه: گودرا فیلم هندی درام زبان هندی است که در سال ۲۰۲۴ اکران گردید و کارگردان آن ام. کی شیواکش بود که تحت نشان اُاِم ترینِترا فیلمز و آرت‌وِرس استودیوز تهیه گردید. فیلم بر اساس وقایع مربوط به آتش گرفتن قطار گودرا در سال ۲۰۰۲ در گجرات، هند ساخته شده است که این رخداد مدتی بعد منجر به شورش‌های سال ۲۰۰۲ گجرات شد. این فیلم نقدهای نامطلوب و ضعیفی را دریافت کرد.

## بازخورد
روزنامه تایمز هند به آن امتیاز ۲/۵ داد و آن را برداشت و نگاهی «یک طرفه» به رویداد مورد نظر نامید. روزنامه عمار اجولا به آن امتیاز ۲/۵ داد و از فیلم به دلیل محدودیت گستره دید، انتقاد کرد.